# Sainte-Suzanne-et-Chammes
Sainte-Suzanne-et-Chammes ist eine französische Gemeinde mit 1.197 Einwohnern (Stand: 1. Januar 2022) im Département Mayenne in der Region Pays de la Loire. Sie gehört zum Arrondissement Mayenne und zum Kanton Meslay-du-Maine (bis 2015: Kanton Sainte-Suzanne). Die Einwohner werden Arviens bzw. Suzannais und Camélésiens genannt.

## Geographische Lage
Sainte-Suzanne-et-Chammes liegt rund 40 Kilometer westlich von Le Mans am Erve. Umgeben wird Sainte-Suzanne-et-Chammes von den Nachbargemeinden Évron im Norden, Voutré im Nordosten, Torcé-Viviers-en-Charnie im Osten, Blandouet-Saint Jean im Süden, Vaiges im Südwesten, Saint-Léger im Westen sowie Châtres-la-Forêt im Nordwesten.

## Geschichte
Zum 1. Januar 2016 wurde die Gemeinde als Commune nouvelle aus den bis dahin eigenständigen Kommunen Sainte-Suzanne und Chammes gebildet.

## Gliederung
| Ortsteil                            | ehemaliger INSEE-Code | Fläche (km²) | Einwohnerzahl (2016) |
| ----------------------------------- | --------------------- | ------------ | -------------------- |
| Sainte-Suzanne (Verwaltungssitz)000 | 53255                 | 23,14        | 966                  |
| Chammes                             | 53050                 | 21,06        | 348                  |

## Sehenswürdigkeiten
- Dolmen von Les Erves
- Kirche Sainte-Suzanne
- Kirche von Chammes
- Schloss von Sainte-Suzanne
- Donjon von Beaumont

## Belege
1. ↑  Einwohnerzahlen rückwirkend zum 1. Januar 2016